# Coweta
Coweta is een plaats (city) in de Amerikaanse staat Oklahoma, en valt bestuurlijk gezien onder Wagoner County.

## Demografie
Bij de volkstelling in 2000 werd het aantal inwoners vastgesteld op 7139.
In 2006 is het aantal inwoners door het United States Census Bureau geschat op 8675, een stijging van 1536 (21.5%).

## Geografie
Volgens het United States Census Bureau beslaat de plaats een oppervlakte van
19,9 km², waarvan 19,6 km² land en 0,3 km² water.

## Plaatsen in de nabije omgeving
De onderstaande figuur toont nabijgelegen plaatsen in een straal van 20 km rond Coweta.